# Manuel Reynaert
Pour les articles homonymes, voir Reynaert.
Manuel Reynaert (né le 5 juin 1985 à Saint-Pol-sur-Mer) est un athlète français, spécialiste du sprint.
Il commence l'athlétisme à l'âge de cinq ans au club d'Évian-les-Bains. Il est entraîné par Lionel Cottin jusqu'en 2004.
Puis il intègre le club d'Aix-les-Bains, qui lui permettra d'allier études supérieures et athlétisme de haut niveau. Son nouvel entraîneur n'est autre que Pierre Carraz.
Son record personnel est de 10 s 31 (+1,5) 2e à Élancourt le 30 juin 2007.
Ayant terminé deuxième des Championnats nationaux 2007 à Niort avec 10 s 45 (vent contraire de -1,2 m/s), il a été sélectionné dans l'équipe de France pour participer aux Championnats du monde d'athlétisme 2007 à Osaka pour le relais 4 × 100 mètres (voir aussi : ).
Il a terminé 6e des Championnats d'Europe espoirs à Debrecen le 13 juillet 2007 (avec 10 s 47).
En 2008, après avoir enchaîné les meetings de qualification et la dernière édition de la coupe d'Europe organisée à Annecy, il décroche sa qualification pour le J.O. d'été de Pékin au meeting Gaz de France le 19 juillet.
Dans le "nid d'oiseau", il court en 3e position dans le relais français lors de la demi-finale du 4*100m au J.O. de Pékin.
Dorénavant l'athlétisme passe au second plan et il décide de se consacrer à sa carrière professionnelle.
En juillet 2011, à Albi, il est champion de France du relais 4*100m avec le club d'Aix-les-Bains et ses amis Christophe Lemaitre,Pierre-Alexis Pessonneaux et Ryan Aifa. En juin 2012, à Angers, il est de nouveau sacré champion de France du relais 4*100m avec les mêmes co-équipiés de l'ASA.
En 2013, grâce à ses qualités athlétiques, l'équipe de bobsleigh de la Plagne le convoite en janvier 2014 pour le sélectionner pour les Jeux Olympiques de Sotchi où il fera office de remplaçant pour les deux équipages Français engagés. Il est donc entré dans la catégorie très fermée des athlètes ayant déjà participé aussi bien aux Jeux Olympiques d'été qu'aux Jeux Olympiques d'Hiver. 